# Cleitamia biarcuata
Cleitamia biarcuata är en tvåvingeart som först beskrevs av Walker 1865.  Cleitamia biarcuata ingår i släktet Cleitamia och familjen bredmunsflugor. Inga underarter finns listade i Catalogue of Life.